# Земский собор 1621—1622 годов
Земский собор 1621-1622 годов — земский собор о невозможности сохранять согласие с поляками и литовцами, о непрестанном нарушению ими мирного постановления 1618 года, о необходимости немедленного с ними разрыва и о средствах к успешному началу войны.

## Предыстория
В это время происходили переговоры о совместных действиях Москвы, Швеции и Турции против поляков. Шведский король Густав II Адольф, мечтавший о том, чтобы Балтийское море превратилось в шведское озеро, кроме того, имел притязания на польский престол и хотел заручиться содействием московского правительства. Турецкий султан Осман II, пославший посла Фому Кантакузина, тоже искал союза с царём Михаилом Фёдоровичем, предлагая напасть на южные владения Речи Посполитой. Для Москвы подобный союз был выгоден, но им нарушалось недавно заключённое на 14 лет Деулинское перемирие, и угроза войны была неминуема. Чтобы узнать настроение общества, к обсуждению положения привлекается земский собор.

## Земский собор 1621 года
Земский собор проходил в Грановитой палате Московского кремля. На единственном заседании 12 октября 1621 года выступили царь Михаил Фёдорович и патриарх Филарет. Участники собора говорили “о неправдах” и клятвопреступлении польского короля Сигизмунда III и его сына королевича Владислава IV, которого поляки до сих пор именовали русским царём. В сфере данных событий обсуждали предложения шведского короля и турецкого султана. Все присутствовавшие на заседании чины объявили, что они рады стоять за Божьи церкви, за государскую честь против недруга — поляков. Дворяне и дети боярские прибавили, что они будут биться против польских и литовских войск, не щадя своих голов, но вместе с тем ходатайствовали, чтобы “велели их в городах разобрать, кому мочно их государева служба служити”. Гости и торговые люди объявили, что они готовы помочь государевой казне деньгами, но смотря по их возможностям.
Собор постановил готовиться к войне, а также послать по уездам бояр, дворян и дьяков для “разбора” служилых людей, т. е. для собирания точных сведений о том, какое положение того или иного служилого человека, чтобы на основании составленных списков привлекать дворян, детей боярских и иноземцев к службе сообразно их поместьям и вотчинам, личному и семейному положению. Собор также разослал по городам грамоты с объяснением сложившегося положения в стране.
Вследствие такого решения собора 14 октября 1621 года “с собора” послан был в Польшу гонец Борняков с боярской грамотой к “панам Рады”. Грамота содержала в себе решительные представления и требования московских бояр, за неисполнением которых должен был последовать разрыв и объявление войны Польше.

## Земский собор 1622 года
Является одной сессией собора 1621 года. Через 3,5 месяца Борняков возвратился в Москву и привёз с собой ответный лист “панов Рады”, по московским понятиям крайне оскорбительный. Поэтому предстояла война, но московское правительство, прежде чем её объявить, снова обратилось к земскому собору, который состоялся в начале марта 1622 года. На соборе были изложены все обстоятельства отношений к Польше и вероятно, было принято решение начать войну.
Военные действия русской армией так и не были начаты, но претензии, изложенные и зачитанные на земском соборе 1621 года, безуспешная попытка накануне войны 1632-1634 годов склонить Швецию и Турцию к союзу против Речи Посполитой, а также иные обстоятельства послужили началом Смоленской войны.

## Участники соборов
На соборе присутствовали царь Михаил Фёдорович, патриарх Филарет. Духовенство: освящённый собор (высшее духовенство), новгородский митрополит Макарий III, ростовский митрополит Варлам, крутицкий митрополит Иона, архиепископы, епископы, архимандриты,  игумены, старцы и протопопы. Боярская дума с князем Фёдором Ивановичем Мстиславским, окольничие, думные чины, стольники, стряпчие, московские дворяне, дьяки, жильцы, городовые дворяне, выборные и приказные люди, головы и сотники, дети боярские всех городов, гости и торговые люди, впервые упомянуты донские атаманы и казаки, и всяких чинов люди всего Московского государства.